# Standfussiana dubia
Standfussiana dubia är en fjärilsart som beskrevs av Vorbrodt 1911. Standfussiana dubia ingår i släktet Standfussiana och familjen nattflyn. Inga underarter finns listade i Catalogue of Life.